# Auderghem
Auderghem é uma das 19 comunas bilingues da Bélgica situada na Região de Bruxelas-Capital. 

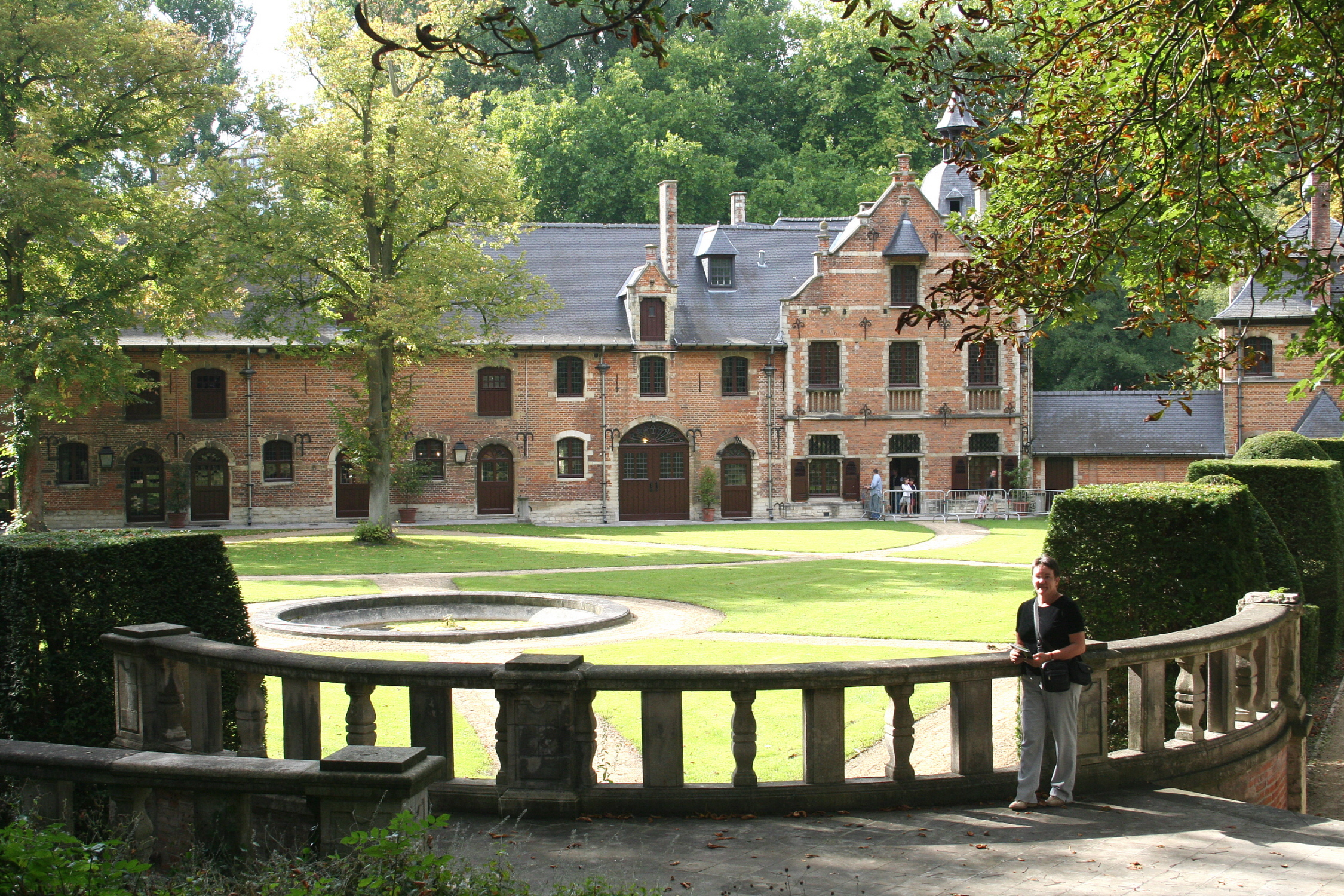

Em 1 de Julho de 2006 contava com 29 495 habitantes, vivendo numa área de 9,03 km², ou seja 3 265 habitantes por km².